# حرية الدين في نيبال
تُعتبر نيبال دولة علمانية بموجب دستور نيبال لعام 2015 الذي صدر في 20 سبتمبر عام 2015. ينص الدستور على حرية ممارسة الشعائر الدينية. وصف الدستور السابق الذي كان ساري المفعول منذ عام 1990 وحتى 15 يناير عام 2007 نيبال بـ«المملكة الهندوسية»، رغم أنه لم ينص صراحة على أن الهندوسية هي الدين الرسمي للدولة. لا تتدخل الحكومة النيبالية في الممارسات الدينية للجماعات الأخرى، مع الالتزام بالتسامح الديني على نطاق واسع، رغم وجود بعض القيود الخاصة.
بدأت الحكومة النيبالية اتخاذ خطوات إيجابية في ما يتعلق بالحرية الدينية في الآونة الأخيرة، وقد ساهمت سياستها في تعزيز حرية ممارسة الشعائر الدينية بشكل عام. أصدر البرلمان المؤقت دستور نيبال المؤقت في يناير عام 2007، الذي نص رسميًا على أن نيبال دولة علمانية، ومع ذلك، لم تُسن أي قوانين جديدة تؤثر على حرية الدين، ويعتقد مراقبون أن الدستور عزز الحرية الدينية وسهّل ممارسة الشعائر الدينية.
تعامل مواطنو نيبال بشكل سلمي ومحترم مع أماكن العبادة الخاصة بالجماعات الدينية المختلفة في البلاد، رغم وجود تقارير عن بعض حالات الانتهاكات الاجتماعية والتمييز على أساس الدين أو الممارسة الدينية.

## الديمغرافيا الدينية في نيبال
تبلغ مساحة نيبال 147,181 كيلومترًا مربعًا (56,827 ميلًا مربعًا)، ويبلغ عدد سكانها 28 مليون نسمة. تشير التقارير إلى أن الديانة الهندوسية هي دين 81.34% من السكان، تليها البوذية (09.04%)، والإسلام (4.38%)، وديانة الكيرانت (3.04%)، والمسيحية (1.41%)، بالإضافة إلى عدد كبير من الديانات الصغيرة. توجد في نيبال 2500 مدرسة إسلامية تقريبًا وفقًا لرئيس جمعية المدارس الإسلامية. تحتضن البلاد 20 ألف لاجئ تقريبًا من التيبت.

## وضع الحريات الدينية

### الإطار القانوني والسياسي
ينص الدستور المؤقت لنيبال على حماية حرية الدين، ويسمح بممارسة جميع الشعائر الدينية، ومع ذلك، هناك قيود خاصة على بعض الممارسات. نص الدستور الذي صاغه البرلمان المؤقت في يناير عام 2007 على أن نيبال دولة علمانية. وصف الدستور السابق نيبال بأنها «مملكة هندوسية»، رغم أنه لم يعلن صراحة أن الهندوسية هي الدين الرسمي للدولة. تحمي المادة 23 من الدستور المؤقت حقوق كل الجماعات الدينية من خلال ضمان حق أي فرد في اعتناق دينه وممارسة شعائره، وشددت على أنه لا يجوز لأي شخص إجبار شخص آخر على تغيير دينه أو اتخاذ أي إجراءات أو تصرفات من شأنها أن تسبب اضطرابات في دين شخص آخر.
حافظ الدستور المؤقت على المادة الواردة في دستور عام 1990، والتي تنص على أنه لا يحق التمييز ضد أي شخص على أساس دينه. شكلت الحكومة السابقة لجنة وطنية لحماية حقوق الداليت (المنبوذون) وتعزيزها، وضمان مشاركتهم الفعالة في تنمية البلاد. وضعت هذه اللجنة الترتيبات القانونية والسياسية لتنفيذ هذه الإجراءات، وذلك قبل الانتفاضة الشعبية التي حدثت في أبريل عام 2006 وأطاحت بالملك وحكومته. بعد نجاح الانتفاضة، اتُّهم العديد من أعضاء اللجنة بأنهم ملكيون واستقالوا من مهامهم، ولم تتمكن اللجنة من الاستمرار في أداء عملها. رشحت الحكومة المؤقتة 16 عضوًا ليحلوا محلهم في اللجنة في 3 يونيو عام 2007.